# Schoneberg (Lippetal)
Schoneberg ist ein Ortsteil der Gemeinde Lippetal im nordrhein-westfälischen Kreis Soest.
Der Ort liegt an der Landesstraße L 808 im östlichen Bereich der Gemeinde Lippetal. Nördlich verläuft die L 636 und fließt die Lippe, südlich fließt die Ahse.

## Sehenswürdigkeiten
In der Liste der Baudenkmäler in Lippetal sind für Schoneberg drei Baudenkmale aufgeführt:
- Der jüdische Friedhof am Postweg (= L 636) wurde erstmals im Jahr 1830 belegt.
- Der jüdische Friedhof Hovestadt befindet sich „Im Krähenbring“.
- Die St.-Johannes-Baptist-Kapelle wurde im Jahr 1913 nach einem Entwurf des Architekten Josef Ferber erbaut.